# ماركيز هوز هو
ماركيز هو از هو  هو الناشر الأمريكي لعدد من الكتب التي تحتوي على سير ذاتية قصيرة. وعادةً تعنون هذه الكتب ب (هو از هو ان) متبوعة بعدة مواضيع مثل من هو في أمريكا، من هي في نساء أمريكا، من هو في العالم، من هو في العلوم والهندسة، من هو في السياسة الأمريكية، إلى آخره. كتب (ماركيز هو از هو) عادةً ما توجد في قسم المراجع في المكتبات المحلية، في مكتبات الشركات، وأيضاً تستخدم في الأبحاث الجامعية.
هو از هو ان أمريكا، يعد منشور رئيسي، وهو علامة مسجلة في مشاريع ماركيز هو از هو، (LLC)، جميع العلامات التجارية التابعة للنشر (تسمى أيضا Cambridge Who's Who) . 
في 2005 تملكتها اخبار الاتصالات، الشركات، الناشرون مثل (The Hill و The New York Times) اشاروا في الطبعة الستين إلى هو از هو في أمريكا ب (أمين مكتبة مجلة فانيتي فير) .
ويذكر ماركيز في مقدمة كتابه هو از هو في أمريكا بأنه يسعى إلى تعريف قادة المجتمع بأنهم أولئك الرجال والنساء الذين يؤثرون في تنمية أمتهم. 
و تدرج في كتب ماركيز هو از هو قوائم بمهن ومعلومات شخصية لكل سيرة، بما في ذلك تاريخ الميلاد ومكانه وأسماء الوالدين وأفراد الأسرة والتعليم والكتابات والأعمال الإبداعية والأنشطة المدنية والجوائز والانتماء السياسي والدين والعناوين. كما يتم توفير المحتوى عبر الإنترنت للمكتبات والاشتراكات المدفوعة.
ماركيز هو از هو يدعي بأنه لا يتطلب رسوم نشر أو معالجة من الاشخاص المختارين في السير الذاتية.

## روابط خارجية
- Marquis Who's Who Online
- Marquis Who's Who in American Art
- Library Journal eReview of Marquis Biographies Online, September 15, 2011
- Library Journal Reference Reviews, August 2011
- New York Times, "‘We’re an Easy Target’: Taken In by the Trump Brand", June 2016